# Tusson
Tusson ist eine französische Gemeinde mit 240 Einwohnern (Stand 1. Januar 2022) im Département Charente in der Region Nouvelle-Aquitaine; sie gehört zum Arrondissement  Confolens und zum Kanton Charente-Nord.
Nachbargemeinden von Tusson sind Bessé im Norden, Charmé im Nordosten, Ligné im Osten, Fouqueure im Süden, Villejésus im Südwesten, Ébréon im Westen und Souvigné im Nordwesten.

## Bevölkerungsentwicklung
| Jahr      | 1962 | 1968 | 1975 | 1982 | 1990 | 1999 | 2007 | 2016 |
| Einwohner | 494  | 441  | 413  | 389  | 349  | 317  | 298  | 222  |

## Sehenswürdigkeiten
- Kirche Saint-Jacques (13. und 15. Jahrhundert)
- Ruinen der Abtei Les Dames (12. Jahrhundert, Monument historique)
- Klostergarten
- Vier Tumuli: Tumulus le Vieux Breuil, Tumulus de La Justice, Tumulus Le Gros Dognon (alle Monument historique) und der Tumulus Le Petit Dognon.
- Maison du Patrimoine, das Logis der Margarete von Navarra (15. Jahrhundert, Monument historique)
- Clos des Hommes

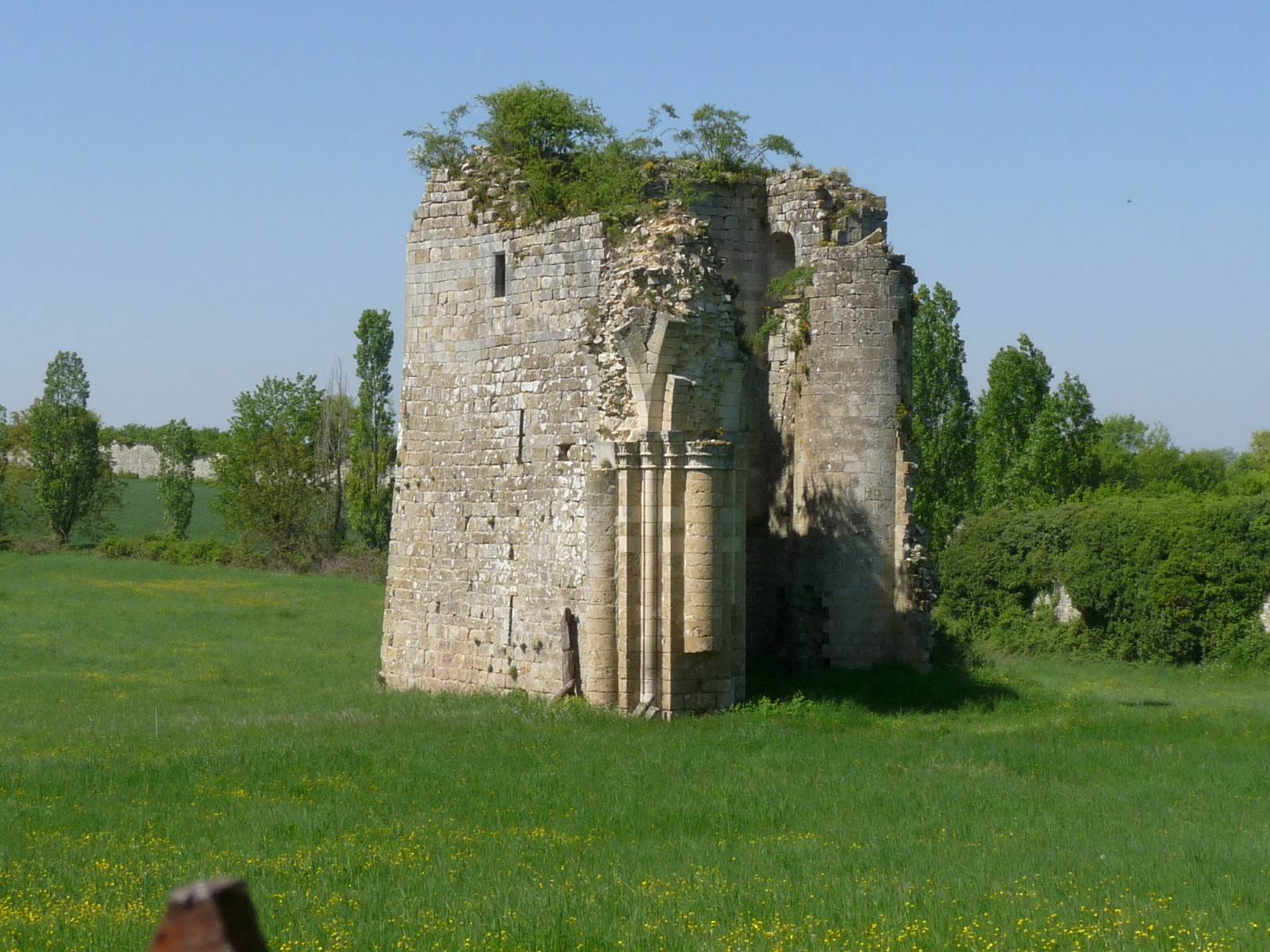
Abbaye des Dames
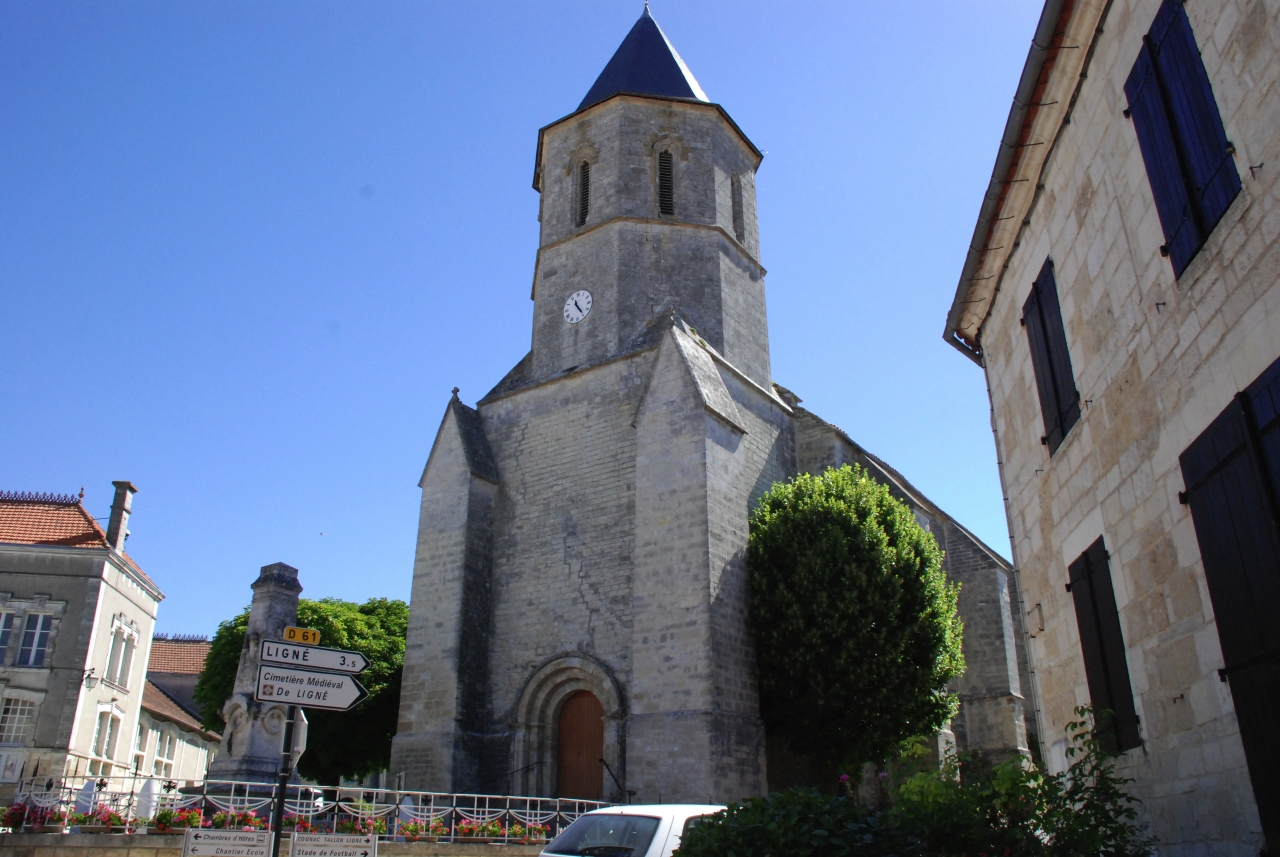
Kirche Saint-Jacques
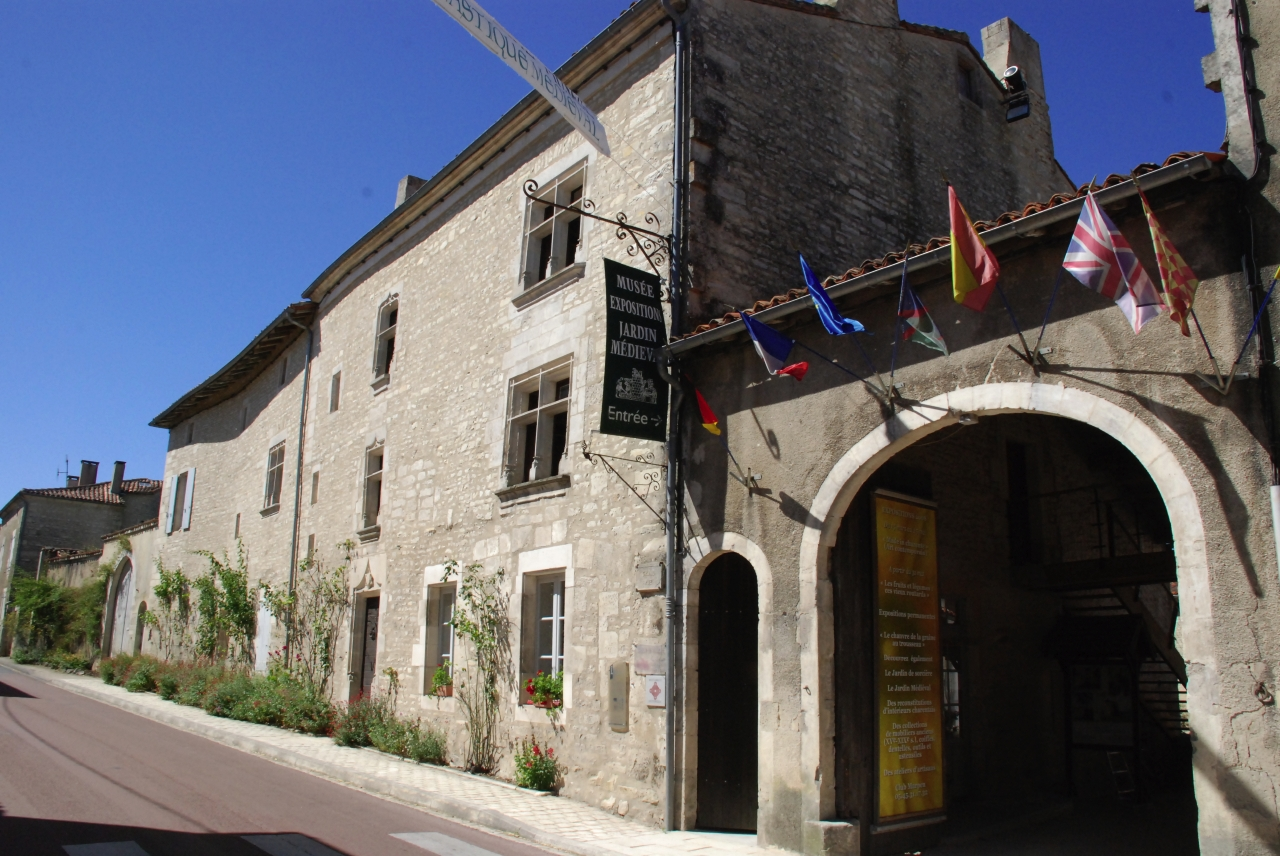
Maison du Patrimoine
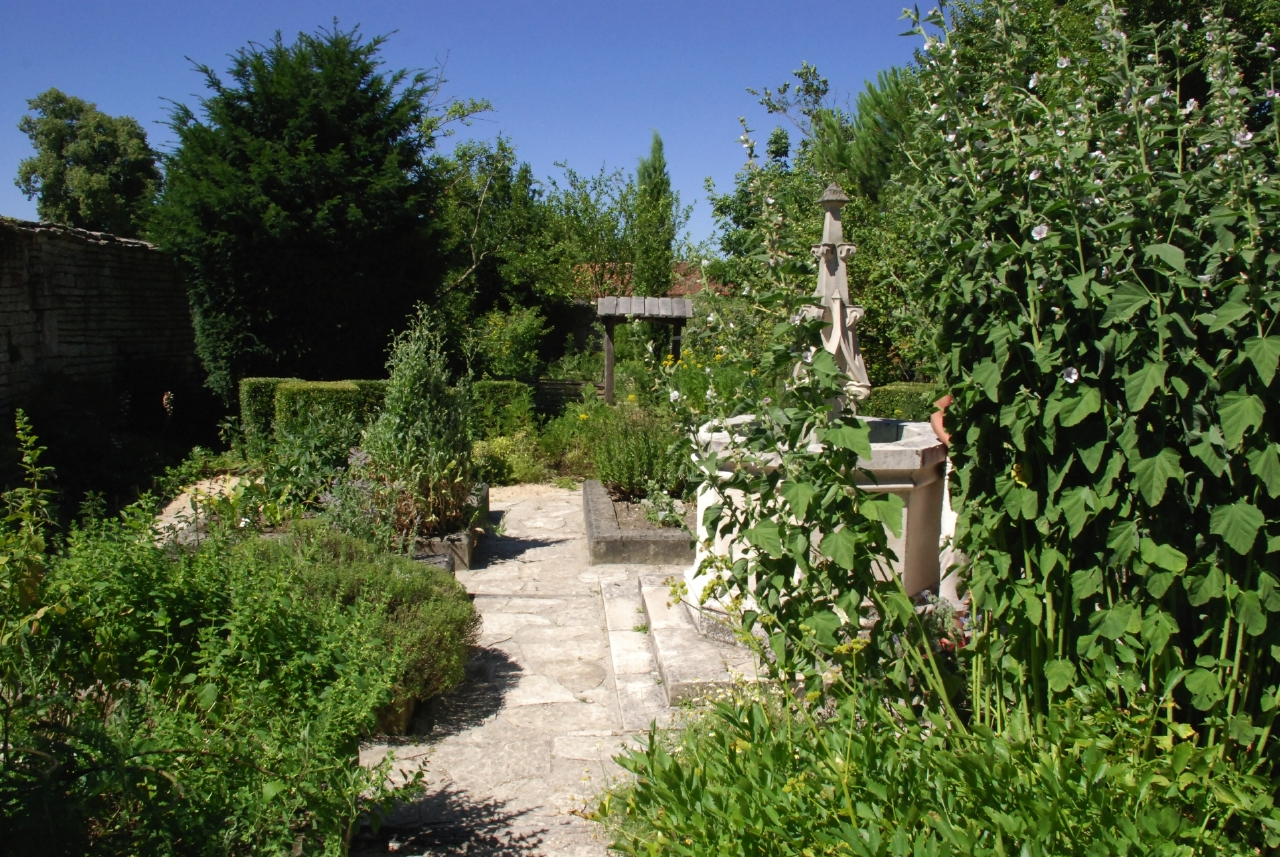
Klostergarten
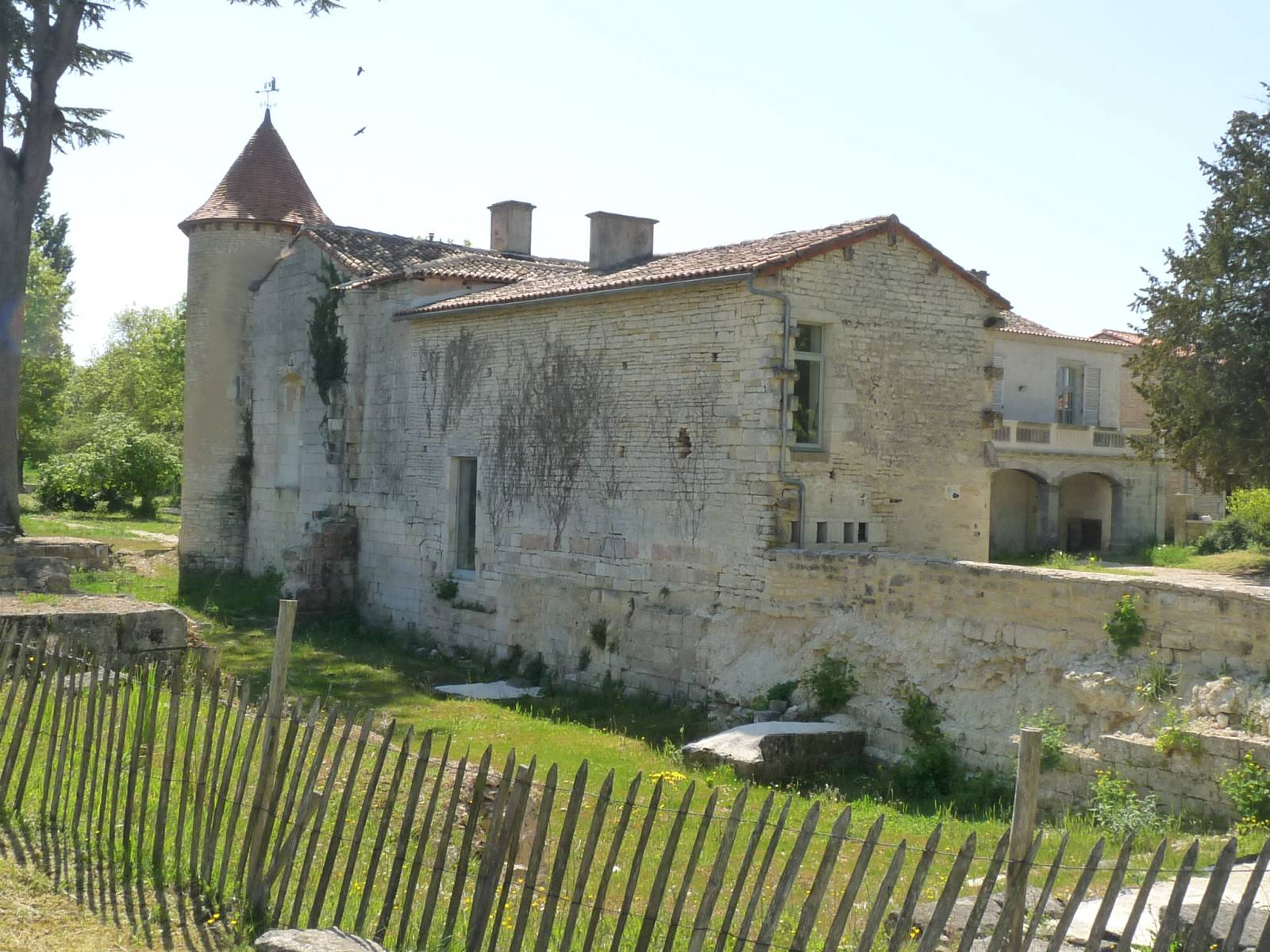
Clos des Hommes